# Lookism
Lookism (også teratofobi, cacofobi) er en term, der refererer til diskrimination eller fordomme imod andre, baseret på deres udseende. Termen blev først skabt indenfor Fat acceptance movement. Den blev brugt i The Washington Post Magazine i 1978, hvor det blev antaget, at ordet var skabt af "fede mennesker" for at referere til diskrimination baseret på udseende.